# Automeris alticarchensis
Automeris alticarchensis é uma espécie de mariposa do gênero Automeris, da família Saturniidae.
Sua ocorrência foi registrada na Equador, em Carchi, a uma altitude de 2.360m.